# Spettrometria di massa con acceleratore

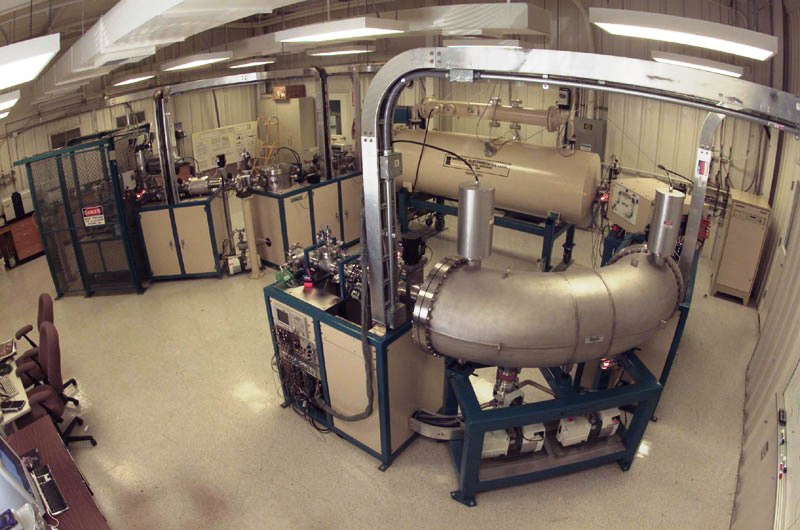
Spettrometro di massa con acceleratore al Lawrence Livermore National Laboratory

La spettrometria di massa con acceleratore (AMS, acronimo di Accelerator Mass Spectrometry) è una forma di spettrometria di massa; è stata sviluppata nel 1977 come perfezionamento della datazione al carbonio-14. Si differenzia dalle altre forme di spettrometria di massa nell'accelerazione ad altissime energie cinetiche del campione prima della sua analisi. Il punto di forza di questa tecnica di spettrometria è la sua capacità di poter separare un isotopo raro da quelli molto più abbondanti nel campione (ad esempio 14C da12C).
La tecnologia utilizzata permette di eliminare totalmente molecole isobare, e in molti casi anche di separare nuclei isobari (ad esempio il 14N dal 14C), rendendo possibile la rivelazione di radioisotopi naturali con vita estesa come 10Be, 36Cl, 26Al and 14C. La loro abbondanza isotopica tipica va da 10−12 a 10−18. La tecnica spettrometrica ad accelerazione supera in efficienza tutte le altre tecnologie per la misurazione di isotopi con una vita media estesa .

## Metodologia
È qui illustrato un esempio delle diverse tecniche per costruire un AMS, le cui basi (ioni ad alta energia cinetica, e singolo individuamento degli ioni) sono sempre le medesime. Gli ioni negativi sono creati in una sorgente ionica. In casi fortunati, questo basta a sopprimere gli isobari non voluti, che non forma ioni negativi  (come 14N nel caso di misure di 14C). Gli ioni pre-accelerati sono normalmente separati da un primo spettrometro di massa a campo settoriale, ed entrano in un acceleratore basato sul principio del generatore di Van de Graaff a tensioni molto elevate, con due stadi che operano in tandem per accelerare le particelle.  Nel punto di connessioni tra gli stadi, gli ioni cambiano carica, diventando positivi attraverso il passaggio di un sottile strato di materia (gassosa o un foglio di carbonio). Le molecole del campione sono disgregate nel passaggio. La completa eliminazione di molecole isobare, come 13CH- per misure di 14C, è una delle ragioni per l'eccezionale sensibilità alla concentrazione della tecnologia AMS.
Nella seconda parte dell'acceleratore, gli ioni carichi sono accelerati nella direzione opposta al centro elettrostatico dell'acceleratore, che è altamente positivo, e che in precedenza attraeva gli ioni negativi. Quando gli ioni lasciano l'acceleratore sono positivamente carichi e si muovono ad una grande frazione della velocità della luce. Nella seconda fase della spettrografia di massa, i frammenti delle molecole sono separati dagli ioni di interesse, utilizzando spettrometri a campi magnetici ed elettrici. Dopo quest'ultimo stadio, nessun rumore di fondo rimane, a meno che non ci sia un atomo isobaro stabile, che induca la formazione di ioni negativi (ad esempio 36S se si sta misurando 36Cl), che non è eliminabile dalla configurazione illustrata finora. Grazie all'alta energia cinetica degli ioni, è possibile utilizzare soluzioni sviluppate per la fisica nucleare quali membrane digradatrici e magneti riempiti di gas. I singoli ioni sono infine rivelati da un sensore costituito da barriere superficiali al silicio, camere di ionizzazione e telescopi time-of-flight.

## Storia
Gli statunitensi L.W. Alvarez e Robert Cornog furono i primi ad utilizzare un acceleratore come uno spettrometro di massa: nel 1939 usarono un ciclotrone per dimostrare che 3He è stabile; da questa osservazione conclusero immediatamente che l'altro isotopo di massa atomica 3 (trizio) è radioattivo. Nel 1977, ispirato da questo lavoro iniziale, Richard A. Muller del Lawrence Berkeley National Laboratory teorizzò che moderni acceleratori potessero accelerare particelle radioattive ad un sufficiente livello di energia tale da poter separare il fondo di radiazione usando tecniche di identificazioni delle particelle. Egli pubblicò l'articolo originario su Science , mostrando come gli acceleratori (sia i ciclotroni che gli acceleratori lineari) potessero essere usati per la rilevazione del trizio, del radiocarbonio (14C), e molti altri isotopi di interesse scientifico, incluso il 10Be; riferì anche del primo successo nella datazione con radioisotopi usando il trizio. Il suo articolo fu di diretta ispirazione per altri gruppi che usavano ciclotroni (G. Raisbeck e F. Yiou, in Francia) o acceleratori lineari tandem (D. Nelson, R. Korteling, W. Stott all'Università McMaster). Anche il gruppo di K. Purser pubblicò la rilevazione del radiocarbonio con il loro acceleratore tandem a Rochester. Appena dopo che gruppi francesi e di Berkley riferirono del successo nella rivelazione del 10Be, un isotopo ampiamente usato in geologia. Presto la tecnica con accelerazione soppiantò la più vecchia tecnica del "conteggio di decadimenti" per questi radioisotopi, essendo più sensibile di circa un fattore 1000.

## Applicazioni
Le applicazioni sono molteplici. La AMS è spesso usata per determinare la concentrazione di 14C, per la datazione al carbonio in archeologia. La tecnica con acceleratore è richiesta per la ridotta sensibilità delle altre tecniche, e per la capacità di distinguere tra il radiocarbonio e il 14N stabile. Ad esempio, la tecnica del conteggio dei decadimenti richiederebbe campioni più grandi, a causa della lunga vita media del radiocarbonio.
Gli isotopi 10Be, 26Al, e 36Cl sono usati per la datazione radiometrica in geologia;
gli isotopi 3H, 14C, 36Cl, e 129I sono usati come traccianti idrologici.
Questa spettroscopia di massa è ampiamente usata nella ricerca biomedica .